# Paracalyptrophora kerberti
Paracalyptrophora kerberti är en korallart som beskrevs av W. Versluys 1906. Paracalyptrophora kerberti ingår i släktet Paracalyptrophora och familjen Primnoidae. Inga underarter finns listade i Catalogue of Life.